# 集英社
集英社是一間日本綜合出版社，公司的名稱有「睿智彙集」（英知が集う）的意義。總部位於日本東京千代田區。 該公司成立於1925年，是日本出版社小學館的娛樂部門，隔年成為獨立的公司。與白泉社、小學館同屬於「一橋集團」。
集英社發行的漫畫雜誌包括Jump雜誌系列，其中包括少年漫畫雜誌《週刊少年Jump》、《Jump Square》以及《V Jump》，以及青年漫畫雜誌《週刊Young Jump》、《Grand Jump》與《Ultra Jump》。也出版其他類型的雜誌，包括《週刊Playboy》、《non-no》等時尚雜誌，還出版了文藝書、小說等書籍。2014年起開設網上漫畫平台《少年Jump+》。1986年創刊了年刊現代用語詞典《imidas》。這個詞典的發行相當成功，以後每年都有發行。集英社與小學館共同擁有Viz Media，該公司出版了北美地區所有三家公司的漫畫。集英社從1977年開始主辦昴文學獎。

## 歷史
- 1925年  作為小學館娛樂雜誌部門的一部分，開始使用「集英社」商號。
- 1926年  從小學館的娛樂雜誌部門正式獨立（集英社以該年為創業年）。
- 1947年  改組為「合資会社 集英社」。
- 1949年  改組為「株式会社 集英社」。
- 1976年  創業50周年記念。
- 1990年  新神保町大樓竣工（現在的本社大樓）。
- 2005年  神保町3丁目大樓竣工（現在的第2本社大樓）。

## 發行雜誌

### 少年・青年漫畫雜誌
| Magazine                  | 創刊日期       | 停刊日期       |
| ------------------------- | -------------- | -------------- |
| 面白Book                  | 1949年         | 1959年         |
| 少年Book                  | 1959年         | 1969年4月4日   |
| 週刊少年Jump              | 1968年7月11日  | 發行中         |
| 別冊少年Jump→月刊少年Jump | 1970年2月6日   | 2007年2月6日   |
| 週刊Young Jump            | 1979年5月      | 發行中         |
| Fresh Jump                | 1982年7月23日  | 1988年12月23日 |
| Hobby's Jump              | 1983年         | 1988年         |
| Business Jump             | 1985年7月      | 2011年10月5日  |
| Super Jump                | 1986年12月20日 | 2011年11月9日  |
| V Jump                    | 1993年5月21日  | 發行中         |
| Manga Allman              | 1995年         | 2002年         |
| Ultra Jump                | 1999年10月19日 | 發行中         |
| Jump Square               | 2007年11月2日  | 發行中         |
| 月刊Young Jump            | 2008年5月1日   | 2010年8月12日  |
| 最強Jump                  | 2010年12月3日  | 發行中         |
| Jump 改                   | 2011年6月10日  | 2014年10月10日 |
| Grand Jump                | 2011年11月16日 | 發行中         |

### 少女・女性漫畫雜誌
| Magazine        | 創刊日期       | 停刊日期       |
| --------------- | -------------- | -------------- |
| 少女Book        | 1951年         | 1963年         |
| Ribon           | 1955年8月3日   | 發行中         |
| 瑪格麗特        | 1963年5月      | 發行中         |
| 別冊瑪格麗特    | 1965年9月      | 發行中         |
| Deluxe Margaret | 1967年         | 2010年5月28日  |
| ぶ〜け          | 1978年         | 2000年         |
| YOU (雜誌)      | 1980年12月15日 | 2018年10月15日 |
| Ribon Original  | 1981年3月20日  | 2006年5月18日  |
| The Margaret    | 1982年2月24日  | 發行中         |
| office YOU      | 1985年3月23日  | 發行中         |
| Young You       | 1986年5月      | 2005年10月8日  |
| Chorus→Cocohana | 1994年5月28日  | 發行中         |
| COMIC Crimson   | 1998年3月      | 2003年5月      |
| Cookie          | 2000年5月26日  | 發行中         |

### 男性雜誌・藝能雜誌
| Magazine     | 創刊日期       | 停刊日期 |
| ------------ | -------------- | -------- |
| 明星         | 1952年10月22日 | 發行中   |
| 週刊Playboy  | 1966年10月28日 | 發行中   |
| 月刊Playboy  | 1975年         | 2008年   |
| MEN'S NON-NO | 1986年5月9日   | 發行中   |
| duet         | 1986年11月7日  | 發行中   |
| Sportiva     | 2002年3月25日  | 發行中   |
| UOMO         | 2005年2月24日  | 發行中   |

### 女性雜誌
| Magazine            | 創刊日期      | 停刊日期 |
| ------------------- | ------------- | -------- |
| 週刊明星            | 1958年        | 1991年   |
| 女性明星            | 1962年        |          |
| Seventeen           | 1968年5月1日  | 發行中   |
| non-no              | 1971年5月20日 | 發行中   |
| More                | 1977年5月28日 | 發行中   |
| Lee                 | 1983年5月7日  | 發行中   |
| Spur                | 1989年9月23日 | 發行中   |
| non-no MORE Wedding | 1997年10月    |          |
| Baila               | 2001年5月12日 | 發行中   |
| Maquia              | 2004年9月23日 | 發行中   |
| Marisol             | 2007年3月7日  | 發行中   |
| eclat               | 2007年9月1日  | 發行中   |
| MyAge               | 2014年3月1日  | 發行中   |

### 文學雜誌・分冊百科
| Magazine   | 創刊日期       | 停刊日期 |
| ---------- | -------------- | -------- |
| 小說Junior | 1966年4月      | 1982年   |
| 青春與讀書 | 1966年9月20日  | 發行中   |
| 昴         | 1970年6月6日   | 發行中   |
| Cobalt     | 1982年11月     | 發行中   |
| 小說昴     | 1987年11月17日 | 發行中   |
| kotoba     | 2010年9月6日   | 2016年   |

### 已停刊雜誌
| 漫畫雜誌          | 創刊日期  | 停刊日期   | 备注             |
| ----------------- | --------- | ---------- | ---------------- |
|                   | 1953年    | 1958年     | 改名為           |
|                   | 1958年    | 1963年     |                  |
| 月刊Seventeen（月刊セブンティーン） | 1969年    | 1986年     |                  |
| JC.COM            | 2008年    | 2010年     |                  |
| BLink             | 2011年3月 | 2013年8月  | 後改組為網絡雜誌 |
|                   | 2001年4月 | 2015年12月 |                  |

| 男性、女性雜誌     | 創刊日期 | 停刊日期 |
| ------------------ | -------- | -------- |
|                    | 1969年   | 停刊     |
|                    | 1984年   | 停刊     |
| DUNK               | 1984年   | 1990年   |
| BART               | 1991年   | 2000年   |
| COSMOPOLITAN JAPAN | 1980年   | 2005年   |
|                    | 1998年   | 2006年   |
|                    | 1972年   | 2008年   |
| PINKY              | 2004年   | 2010年   |

## REMOW
REMOW是一所總部設於日本的日本動畫發行企業，此公司主要由集英社、智寶國際開發及日本各大電視台合資組成。其業務範圍為東南亞地區、南韓（REMOW KOREAN）及拉丁美洲（REMOW LATAN/Anime Onegai）。2024年7月開始，REMOW初次透過Crunchyroll及Amazon Prime Video擴展服務地區至全球，首部以對外授權全球的動畫為鹿乃子乃子乃子虎視眈眈。

#### 成立緣由
REMOW於2023年向日本貿易振興機構提交報告，指出目前日本動畫的海外代理中介費佔總收入高達50%、盜版資源泛濫及個別正版平台長期獨佔播映權的情況越來越嚴重，讓日本創作者的收入持續減少。以集英社為首的企業，聯同日本各大電視台及台灣智寶國際集團共同成立REMOW，提出非獨佔播映權及直接售賣播映權，以減低中介費用及增加節目傳播途徑。當中在中文地區，REMOW採用「企業對企業銷售策略(B2B)(智寶國際集團-回歸線娛樂)」及「商對客銷售策略(D2C)(It's Anime)」向當地觀眾提供節目。

#### 要事
- 2022年5月10日，REMOW 宣布已從關西電視放送株式會社、集英社、集英社DeNA Projects Co., Ltd.、DeNA、東京電視台、東映動畫、日本電影放送、富士媒體控股、AID Partners Urban Development Company Limited 集資共12.8億日元。並收購了拉丁美洲的Animeka Limited Liability Partnership 的部分股權，日本動漫平台Anime Onegai將由REMOW控制。[6]

- 2022年9月2日，REMOW宣布已從小学館集英社、東映、博報堂ＤＹ、ADKエモーションズ及NADA HOLDINGS 集資共2.3億日元。[7]

- 2022年11月18日，REMOW宣布已從Amuse 、松竹、朝日電視台及Skybound Japan集資共2億日元。[8]

- 2023年1月27日，REMOW宣布已從TBS控股及MBS媒體控股集資共1億日元。[9]

- 2023年10月4日，REMOW宣布該公司與TIME Co.,Ltd、東映動畫（上海）實業有限公司、東映動畫、Real Coffee Entertainment Co., Ltd.共同製作戽斗星球，並於當天上架。並宣布It's Anime STORE正式開店[10]。

- 2024年4月12日，REMOW宣布已從台灣大哥大集資共3億日元[11]。

- 2024年4月26日，REMOW宣布已從ACA IP1 Investment Limited Liability Partnership.集資共5.3億日元，至今REMOW已向ACA投資基金集資了8.8億日元[12]。

#### 製作委員會
- 百姓貴族（2023年7月）
- 戽斗星球（2023年10月）
- 百姓貴族 第二季（2024年10月）
- 黃昏旅店（2025年1月）
- マーガレットコミックス（2025年10月）

#### 日本海外發行
- 鹿乃子乃子乃子虎視眈眈（2024年7月）
- 記憶縫線YOUR FORMA （2025年4月）
- 賽馬娘 灰髮灰姑娘（2025年4月）
- 我們不可能成為戀人！絕對不行。（※似乎可行？） （2025年7月）
- 靈異教師神眉 （2025年7月）
- 桃源暗鬼 （2025年7月）

### It's Anime
由REMOW創立的品牌，並於2023年10月開始正式經營Youtube頻道與Facebook、X等相關SNS粉絲頁面。

#### 動畫代理
- 公司的小小前輩（2023年7月）
- B-PROJECT（2023年10月）
- 家裡蹲吸血姬的鬱悶（2023年10月）
- 川越男子歌唱團（2023年10月）
- 聖劍學院的魔劍使（2023年10月）
- 地下忍者（2023年10月）
- 想當冒險者前往都市的女兒成為S級（2023年10月）
- 撿走被人悔婚的千金，教會她壞壞的幸福生活（2023年10月）
- 戽斗星球（2023年10月）
- 金屬口紅（2024年1月）
- 北海道辣妹金古錐（2024年1月）
- 碰之道（2024年1月）
- 蜻蛉高球（2024年4月）
- 記憶縫線YOUR FORMA （2025年4月）
- ギャグマンガ日和GO （2025年4月）
- 賽馬娘 灰髮灰姑娘（2025年4月）
- 我們不可能成為戀人！絕對不行。（※似乎可行？） （2025年7月）
- 靈異教師神眉 （2025年7月）
- 桃源暗鬼 （2025年7月）

### Anime Onegai（南美洲）
REMOW在南美洲建立動畫分銷網絡，代理日本動畫及提供當地字幕，除了向自營品牌Anime Onegai供片(D2C)外，同時向當地OTT平台合作(B2B)提供服務計劃

#### 動畫代理
- B-PROJECT（2023年10月）
- 百姓貴族（2023年7月）
- 名湯「異世界溫泉」開拓記～30多歲溫泉狂熱者，轉生到悠閒的溫泉天國～（2024年1月）
- 通靈王 FLOWERS（2024年1月）
- 夢想成為魔法少女（2024年1月）
- 蜻蛉高球（2024年4月）
- 鹿乃子乃子乃子虎視眈眈（2024年7月）
- 2.5次元的誘惑（2024年7月）
- 尋神的旅途（2024年10月）
- 黃昏旅店（2025年1月）
- 記憶縫線YOUR FORMA （2025年4月）
- ギャグマンガ日和GO （2025年4月）
- 賽馬娘 灰髮灰姑娘（2025年4月）
- 我們不可能成為戀人！絕對不行。（※似乎可行？） （2025年7月）
- 靈異教師神眉 （2025年7月）
- 桃源暗鬼 （2025年7月）

## 外部連結
- 官方网站（日語）
- 集英社的X（前Twitter）
- YouTube上的It's Anime powered by REMOW頻道
- It's Anime powered by REMOW的X（前Twitter）
- It's Anime的Instagram帳戶
- It's Anime powered by REMOW的TikTok
- YouTube上的REMOW KOREA頻道